# Scapulaseius heidrunae
Scapulaseius heidrunae är en spindeldjursart som först beskrevs av D. McMurtry och Schicha 1987.  Scapulaseius heidrunae ingår i släktet Scapulaseius och familjen Phytoseiidae. Inga underarter finns listade i Catalogue of Life.